# Günter Rausch

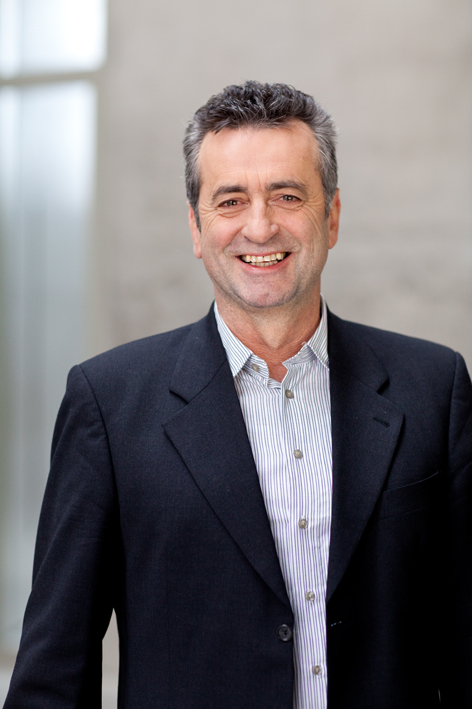
Günter Rausch

Günter Rausch (* 9. März 1952 in Lohr am Main, Bayern) ist ein deutscher Sozialarbeitswissenschaftler an der Evangelischen Hochschule Freiburg. In Freiburg im Breisgau ist er in Bürgerinitiativen politisch engagiert.

## Leben und Beruf
Günter Rausch ist in Lohr am Main in Franken aufgewachsen. Bis 1966 besuchte er die Volksschule. Danach absolvierte er eine Lehre in der Kommunalverwaltung. Nach sechs Berufsjahren in der Kommunalverwaltung wechselte er 1974 zum Studium nach Freiburg im Breisgau. In Freiburg studierte er zunächst an der Katholischen Fachhochschule Freiburg Sozialarbeit und ab 1989 Erziehungswissenschaft und Kommunikationswissenschaft an der Pädagogischen Hochschule Freiburg. Noch während seines Studiums nahm er ab 1979 eine Tätigkeit als Gemeinwesenarbeiter in Freiburg auf. Sein Studium schloss er 1992 als Diplom-Pädagoge mit Schwerpunkt Erwachsenenbildung ab. 1998 promovierte er mit einer Arbeit über Gemeinwesenarbeit in der Freiburger Hochhaussiedlung Weingarten zum Bildungs- und Erziehungswissenschaftler (Dr. päd.). Seit 1998 war er Professor für Gemeinwesenarbeit und Sozialmanagement. Er lehrte an der Evangelischen Hochschule Freiburg, aus der er am 28. Februar 2018 in den Ruhestand verabschiedet wurde.

## Ehrenamt und politischer Werdegang
Er war und ist in den verschiedensten Bereichen ehrenamtlich aktiv. In seiner Jugend war er zunächst Ministrant und aktiv in der kirchlichen Jugend- und Lehrlingsbewegung. Im Umfeld der 68er-Bewegung und der Studentenproteste der 1970er-Jahre war er zeitweilig Mitglied der DKP. Später war er aktiv im Widerstand gegen das geplante Kernkraftwerk Wyhl und als Betriebsratsvorsitzender und Gewerkschafter, sowie in der Bürger-, Umwelt- und Friedensbewegung.
1975 ist er Mitglied der Gewerkschaft ÖTV geworden. Hier war er zunächst Vertrauensmann und zwischen 1980 und 1989 Betriebsratsvorsitzender. Heute ist er Mitglied der Gewerkschaft ver.di und Vertrauensdozent der Hans-Böckler-Stiftung.
Zwischen 1984 und 1987 war Günter Rausch Vorsitzender des Mieterbeirates der Freiburger Stadtbau GmbH. 1987 war er Mitbegründer des Stadtteilvereins Forum Weingarten 2000.
Im Jahr 2006 war er in der Freiburger Bürgerinitiative Wohnen ist Menschenrecht maßgeblich am Erfolg eines Bürgerbegehrens beteiligt, das sich gegen den Verkauf des städtischen Wohnungsbestandes an einen privaten Investor richtete.
Bei der Wahl des Freiburger Oberbürgermeisters 2010 trat Rausch als Kandidat der Initiative Wechsel im Rathaus an und belegte mit 20,1 % der Stimmen den dritten Platz. Von 2022 bis 2024 war Günter Rausch Mitglied des Freiburger Gemeinderates für die "Linke Liste" in der Fraktion „Eine Stadt für Alle“. Er ist insbesondere im Sozial- und Bildungsbereich, aber auch in Umweltfragen engagiert.

## Schriften
- Gemeinwesenarbeit im Hochhausviertel. Notwendige Bildung in einem ökosozialen Sanierungskonzept einer Großsiedlung in Freiburg-Weingarten, 1996 (ISBN 3-922675-18-2, zugl. Diplomarbeit PH Freiburg 1992)
- Gemeinschaftliche Bewältigung von Alltagsproblemen. Gemeinwesenarbeit in einer Hochhaussiedlung, 1998 (ISBN 3-8258-3795-5, zugl. Dissertation PH Freiburg 1998)
- Parteilichkeit und Solidarität als Grundmaximen der Sozialen Arbeit, in: Simone Odierna (Herausgeberin): Entwicklungslinien und Handlungsfelder, Festschrift für Dieter Oelschlägel, 2004 (ISBN 3-930830-44-2)